# 道の駅雫石あねっこ
道の駅雫石あねっこ（みちのえき しずくいしあねっこ）は、岩手県岩手郡雫石町橋場坂本にある国道46号の道の駅である。愛称はいで湯の里（いでゆのさと）。

## 概要
名称の由来は、雫石地域では年頃の娘を「あねっこ」と呼ぶことから施設名に採用されている。また、愛称は町内に10か所の温泉があり、自然資源が豊かであることにちなんでいる。
受賞歴など
- じゃらん道の駅満足度ランキング2018（2018年）：第5位[1][4]
- じゃらん全国道の駅グランプリ2021（2021年）：第2位[5]
- じゃらん全国道の駅グランプリ2022（2022年）：第10位[6][7]

## 施設
- 駐車場
  - 普通車：73台[1][8]
  - 大型車：15台[1][8]
  - 身障者用：4台[1][8]
- トイレ（いずれも24時間利用可能）
  - 男：16器
  - 女：10器
  - 身障者用：2器
- 情報休憩施設（24時間）
- 総合交流ターミナル[1]
  - 産直しずくいし（農産物直売所、平日 9:00 - 17:00・土日祝日 9:00 - 18:00）[8]
  - 物産しずくいし（売店、平日 9:00 - 17:00・土日祝日 9:00 - 18:00）
  - こびるコーナー「Wasabi by Akira」（ファストフード、平日 9:00 - 17:00・土日祝日 9:00 - 18:00）
- そば処 しずく庵（11:00 - 15:00）
- 日本ハーブ園（10:00 - 16:00、冬季は休館）[5]
- 橋場温泉 新はしばの湯（日帰り入浴施設、9:00 - 20:00）[5][8]
  - お食事処 こまくさ（レストラン、平日 11:00 - 16:00・土日祝日 11:00 - 20:00）[8]
- 小柳沢砂防公園
  - 小柳沢砂防公園キャンプ場（オートキャンプ場、詳細はキャンプ場検索・予約サイト「なっぷ」の施設ページを参照）[4][5][8]

### 管理団体
- 設置者
  - 雫石町[1]
  - 国土交通省東北地方整備局（駐車場・トイレ・情報休憩施設のみ）[1]
  - 岩手県（小柳沢砂防公園・小柳沢砂防堰堤・砂防公園一体利用施設のみ）[1]
- 指定管理者
  - 株式会社しずくいし（雫石町出資の第三セクター）[1]：総合交流ターミナル・橋場温泉 新はしばの湯
  - NPO法人オールカネージュ雫石[1]：そば処 しずく庵・日本ハーブ園

## 休館日
- 年中無休（以下の施設を除く）[8]
  - 日本ハーブ園：冬季（3月下旬から11月上旬までを除く期間）
  - そば処 しずく庵：年末年始

## アクセス
- 国道46号 - 登録路線

自動車
- 東北自動車道盛岡ICより約30分。
- 東日本旅客鉄道（JR東日本）田沢湖線雫石駅より約20分。

## 周辺
- 雫石川[8]
- 除雪ステーション
- 雫石町立橋場小学校